# Eminönü
Eminönü is een voormalig district (sinds 2009 deel (en voor 1928) van Fatih) en een wijk in de Turkse stad Istanboel. De wijk Eminönü ligt eigenlijk aan de Gouden Hoorn, bij de Galatabrug en rondom de Yeni-moskee, maar het voormalige district Eminönü was veel groter, het bevat meerdere wijken, waaronder Sirkeci, Sultanahmet en Beyazıt.
Eminönü bevat het oudste gedeelte van de stad (het oude Byzantium), samen met het verder noordelijk gelegen district Fatih bevat het het deel van de stad dat binnen de Byzantijnse stadsmuren ligt. De landpunt tussen Bosporus en Gouden Hoorn is het oude centrum van de stad, en de meeste toeristische attracties liggen hier: het Topkapi-paleis, de Hagia Sophia (Turks: Ayasofya), de restanten van het Hippodroom, de Sultan Ahmetmoskee, de kruidenbazaar, de Grote Bazaar en de Süleymaniye-moskee.
Onder de Yeni-moskee bevindt zich de aanlegplaats van veerboten, die passagiers naar Üsküdar (in het Aziatische gedeelte van de stad), de Prinseneilanden in de Zee van Marmara en naar bestemmingen langs de Bosporus brengen. Ook bevindt zich in het district het stadhuis van Istanboel, het hoofdpostkantoor en het Sirkeci station, het eindpunt van de spoorlijn vanuit Thracië, waarover onder andere de Oriënt-Express rijdt.
De havens aan de Gouden Hoorn waren historisch het economische hart van de stad. In de Byzantijnse tijd (tot 1453) woonden hier veel Venetiaanse en Genovese handelaren. Ook na de Ottomaanse verovering van de stad bleef het district het economische centrum van de stad. Een aaneenschakeling van smalle steegjes en marktjes bedekte de heuvel, met bovenaan het Topkapı Paleis van waaruit het Osmaanse Rijk bestuurd werd. De oude houten huizen hebben op de meeste plekken plaatsgemaakt voor nieuwe betonnen huizen, maar het district wordt nog steeds gedomineerd door oude stenen moskeeën en paleizen.

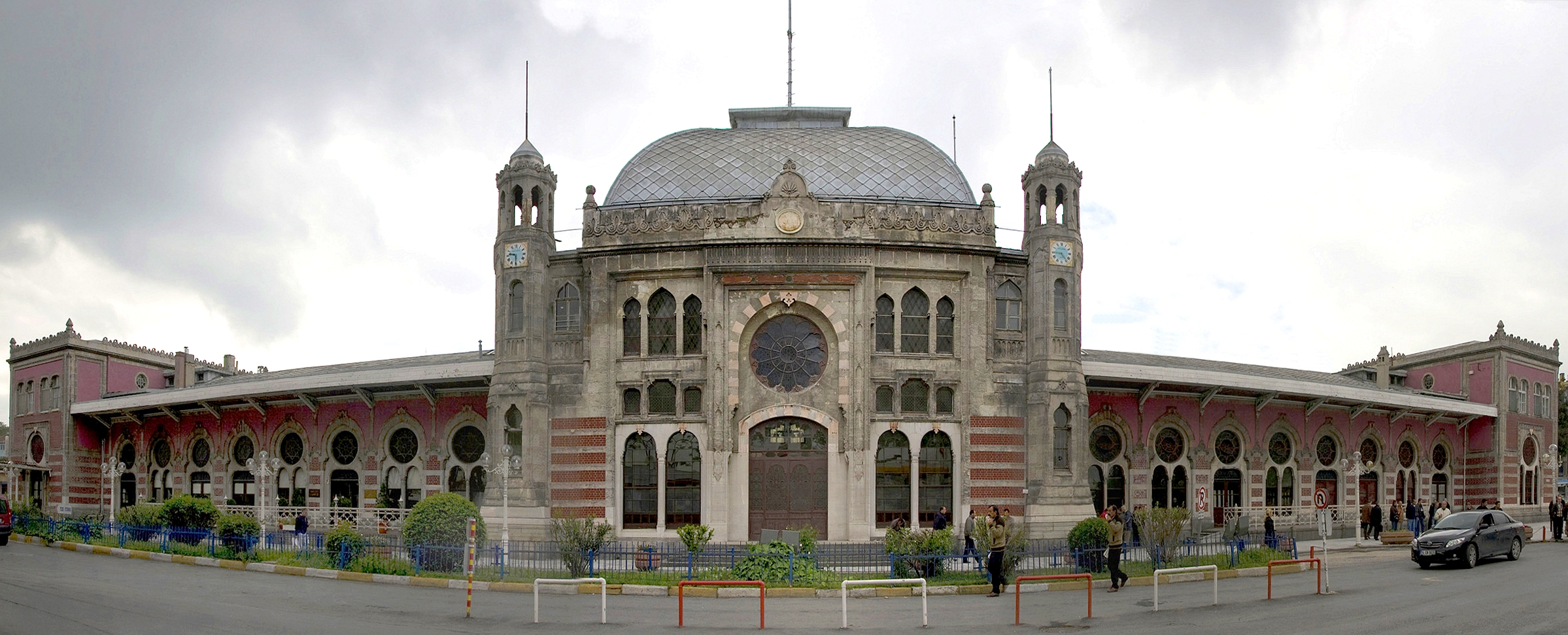
Sirkeci treinstations, het eindpunt van de Orient express

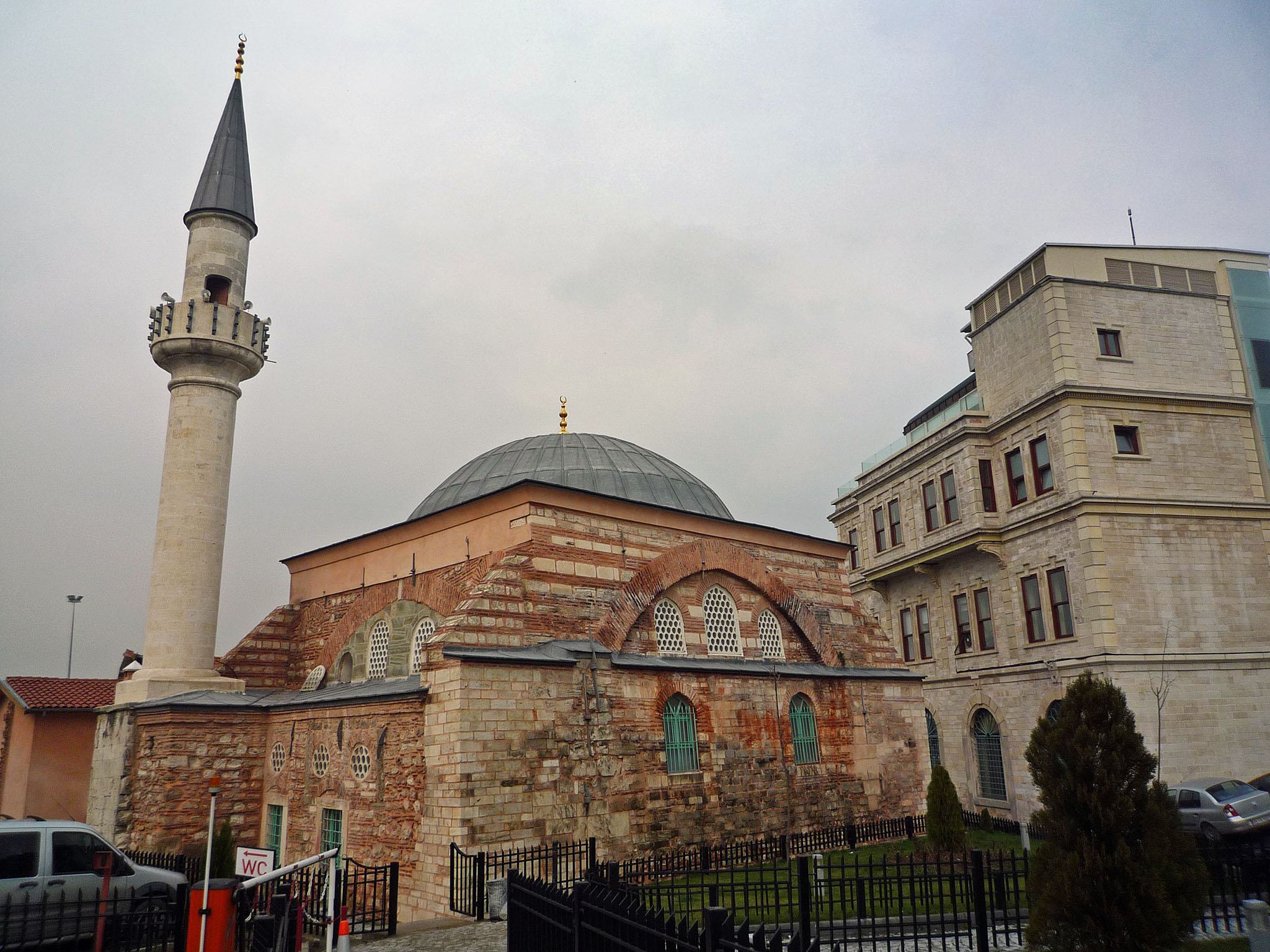
Ahi Celebi moskee